# Moodle
Moodle — система управления образовательными электронными курсами (электронное обучение), также известная как система управления обучением Moodle или виртуальная обучающая среда Moodle. Является аббревиатурой от англ. Modular Object-Oriented Dynamic Learning Environment (модульная объектно-ориентированная динамическая обучающая среда).
Представляет собой свободное (распространяющееся по лицензии GNU GPL) веб-приложение, предоставляющее возможность создавать сайты для онлайн-обучения.
Проект Moodle возглавляется и координируется штаб-квартирой Moodle, австралийской компанией, финансовую поддержку которой оказывает сеть из восьмидесяти четырех сервисных компаний-партнеров Moodle по всему миру. Разработке также помогает сообщество открытого исходного кода.

## История
Moodle был разработан Мартином Дугиамасом с целью помочь преподавателям создавать онлайн-курсы и сосредоточиться на взаимодействии и совместном создании контента.
В 1999 году Мартин Дугиамас начал испытания ранних прототипов новой системы управления обучением. Поиск новой системы послужил основой для диссертации «Повышение эффективности обучения в режиме онлайн».
В 2001 году Питер Тейлор в Куртинском университете самостоятельно устанавливает Мoodle. Мартин Дугиамас и Питер Тейлор опубликуют «Интерпретационный анализ интернет-курса, сконструированного с помощью нового инструмента разработки курсов, названного Moodle»
К концу 2001 года Moodle могла быть загружена через CVS (в 2010 году появился Git и в 2013 году заменил CVS) и была доступна базовая инсталляционная документация.
В 2002 году вышел релиз Moodle 1.0. У пользователей появилась возможность обсуждения Moodle на новом форуме. Появилась команда сообщества, которая переводила Moodle на разные языки и создавала темы.
В 2003 году выпущен первый предлагаемый модуль («Семинар») и сайт Moodle.org стал ветвью сообщества Moodle, а сайт Moodle.com стал представлять коммерческий аспект.
В 2004 году в Оксфорде был проведены академические обсуждения Moodle, и компании стали становиться партнёрами Moodle.
С улучшенной документацией и новой сертификацией Moodle зарекомендовала себя к 2007 году как ведущая и признанная академическим сообществом система управления обучением с открытым исходным кодом.

## Педагогический подход
Заявленная философия Moodle включает в себя подход социального конструктивизма к образованию, подчеркивая, что учащиеся (а не только учителя) могут внести свой вклад в образовательный опыт. Используя эти педагогические принципы, Moodle обеспечивает среду для обучения.
Заявленный педагогический подход во многом определяет набор образовательных инструментов Moodle. Таких как «База данных», «Вики», «Глоссарий», «Форум».

## Возможности Moodle
Moodle используется для смешанного обучения, дистанционного обучения, перевернутых классов и других способов онлайн-обучения в школах, университетах, а также на рабочих местах.
Платформа предоставляет пространство для совместной работы учителей и студентов. В Moodle доступны различные возможности для отслеживания успеваемости учащихся. Система имеет гибкий интерфейс с возможностью конфигурирования макетов и дизайна отдельных страниц. Платформу можно интегрировать с большим количеством программного обеспечения, включая инструменты для общения, совместной работы, управления документами и другие приложения для повышения производительности.
Moodle в базовой модификации поддерживает::
- Настраиваемый макет.
- Безопасная идентификация и регистрация.
- Многоязычность.
- Создание и массовое управление курсами в разных форматах простым способом.
- Совместная деятельность и инструменты.
- Простое управление плагинами, интеграция мультимедиа и включение внешних ресурсов.
- Инструменты подсчета, классификации и оценки.

Плагины, настраиваемые графические темы, веб-дизайн с адаптацией к мобильным устройствам и мобильное приложение Moodle доступны для индивидуальной настройки работы на платформе для каждого пользователя. Мобильное приложение Moodle доступно в Google Play, App Store, F-Droid и в магазине Windows Phone.

## Поддержка стандартов электронного обучения
Разработчики Moodle приняли следующие стандарты электронного обучения:
- Эталонная модель объектов общего контента (SCORM) представляет собой набор стандартов и спецификаций электронного обучения, которые определяют связь между контентом на стороне клиента и системой управления обучением на стороне сервера, а также то, как контент, созданный извне, должен быть упакован для интеграции с Moodle или любой другой системой управления образовательными электронными курсами. Существует две версии: SCORM 1.2 и SCORM 2004. Moodle совместим со SCORM 1.2 и проходит все тесты набора тестов на соответствие ADL 1.2.7 для SCORM 1.2. SCORM 2004 не поддерживается в Moodle, однако у Rustici Software есть плагин Moodle, который может превратить любой сайт Moodle в полностью совместимую LMS SCORM 2004[13].
- Стандарт AICC HACP для CMI был разработан Комитетом по компьютерному обучению авиационной промышленности (AICC) и используется для вызова контента и пакетов оценки, созданных внешними авторами. Пакеты содержимого AICC поддерживаются в Moodle 2.1 и более поздних версиях.
- Пакеты IMS Common Cartridge также можно импортировать в Moodle. Кроме того, действия Moodle Book можно экспортировать как пакеты содержимого IMS.
- Совместимость средств обучения (LTI) — это стандартный способ интеграции многофункциональных обучающих приложений (часто размещаемых удаленно и предоставляемых через сторонние службы) с образовательными платформами. Moodle использует функцию Внешнего Инструмента, чтобы действовать как «потребитель LTI» по умолчанию, и будет действовать как «поставщик LTI» с помощью подключаемого модуля.

## Установка
Moodle — это программное обеспечение для веб-сайта, а не устанавливаемая программа, поэтому он должен размещаться на веб-сервере. Хотя для его установки не обязательно быть веб-программистом, необходимы определенные знания, такие как загрузка веб-сайта на сервер, а также приобретение и настройка домена.
Moodle работает без изменений на Unix, Linux, FreeBSD, Windows, MacOS, NetWare и любых других системах, поддерживающих PHP и работу с базами данных, включая поставщиков веб-хостинга.
Пользователи могут загружать и устанавливать Moodle на веб-сервере, таком как Apache HTTP Server, и поддерживается ряд систем управления базами данных, таких как MySQL. Готовые комбинации Moodle с веб-сервером и базой данных доступны для Microsoft Windows и Mac. Существуют и другие подходы к автоматической установке, такие как установка пакета Debian, развертывание готового к использованию устройства TurnKey Moodle, использование установщика Bitnami или использование службы «установки одним щелчком», такой как Installatron.

## Администрирование пользователей
В Moodle «пользователь» — это участник с определенной ролью. Каждое виртуальное пространство понимается как контекст. Например, домашняя страница, курс, форум, чат и т. д. В каждом из этих контекстов каждому пользователю назначается определенная роль. Например, вы можете быть преподавателем в одном курсе и студентом в другом.
В последующих версиях и улучшениях разрешения, связанные с ролями были специализированными. Роли и их привилегии полностью настраиваются. Новые можно создавать и даже наследовать от уже установленных. По сути, это администраторы, преподаватели и студенты. Управление учетными записями пользователей позволяет вам видеть список участников или подписчиков, настраивать массовые действия с ними (связанные с сообщениями, загрузками и т. д.) или добавлять пользователей и предопределять поля для вашего профиля.

### Типы пользователей и их роли
Администрирование курсов в Moodle носит иерархический характер (наследование ролей в соответствии со вложенностью контекстов) и подчиняется разным уровням или ролям, с которыми связаны разные уровни доступа или «разрешения». От наибольшего к наименьшему это будут:
1. Администратор или менеджер: имеют возможность создавать курсы и категории, изменять и назначать роли внутри курсов, создавать учетные записи и назначать роли, устанавливать блоки, изменять графическую тему и т. д. В общем, эти роли позволяют вносить любые изменения.
2. Преподаватель: может создавать, изменять и удалять действия или ресурсы в рамках курса, на который он назначен, оставлять отзывы, а также устанавливать и регулировать общение с участниками курса.
3. Преподаватель без прав на редактирование: может только оценивать, оставлять отзывы и общаться с участниками курса.
4. Студент: может просматривать и выполнять учебные задания, просматривать ресурсы и устанавливать связь с другими участниками курса и с преподавателем.
5. Гость: может только просматривать курс или платформу, но не может участвовать в них.
6. Авторизованный пользователь: ему разрешено просматривать курс и выполнять другие функции на образовательной платформе.

## Администрирование курса
Moodle основан на курсах как базовой единице. Администратор должен создать курс, настроить его, зарегистрировать студентов и сгенерировать действия[неизвестный термин], предоставить доступ студентам, настроить отчёты и внешний вид.
Материал курса может быть представлен в одном из нескольких форматов: еженедельно, по темам, на основе обсуждений.
Большинство областей для ввода текста (материалы, размещение сообщений на форуме, записи журнала и т. д.) можно редактировать с помощью встроенного HTML-редактора в режиме WYSIWYG.
В последних версиях некоторые поля[чего?] можно настроить под конкретный курс.

## Конференции Moodle
MoodleMoot — это конференция для членов сообщества Moodle, на которой они могут узнать о Moodle, поделиться опытом работы с обучающей платформой, обсудить исследования в области соответствующих образовательных технологий и поделиться идеями для будущего развития Moodle. Проводимые по всему миру MoodleMoots организуются университетами или другими крупными организациями, использующими Moodle, Moodle Partners, ассоциации Moodle или штаб-квартиру Moodle. В 2020 году #Moot переместился в виртуальную конференцию.

## Востребованность Moodle
Moodle принадлежит более 50 % рынка в Европе, Латинской Америке и Океании.
На рынке высшего образования США по состоянию на осень 2018 года в тройку лучших систем управления обучением по количеству учебных заведений входили Blackboard (31 %), Canvas (30 %) и Moodle (18 %). — В 2013 году Moodle какое-то время был вторым по величине провайдером с долей рынка 23 % после Blackboard (41 %). Однако к 2017 году Moodle опустилась до третьего по величине поставщика, отчасти из-за более широкого внедрения платформы Instructure с полуоткрытым исходным кодом Canvas. В марте 2016 года Blackboard стала официальным партнером Moodle, хотя это партнерство закончилось в 2018 году.